# شورای کمیسرهای خلق

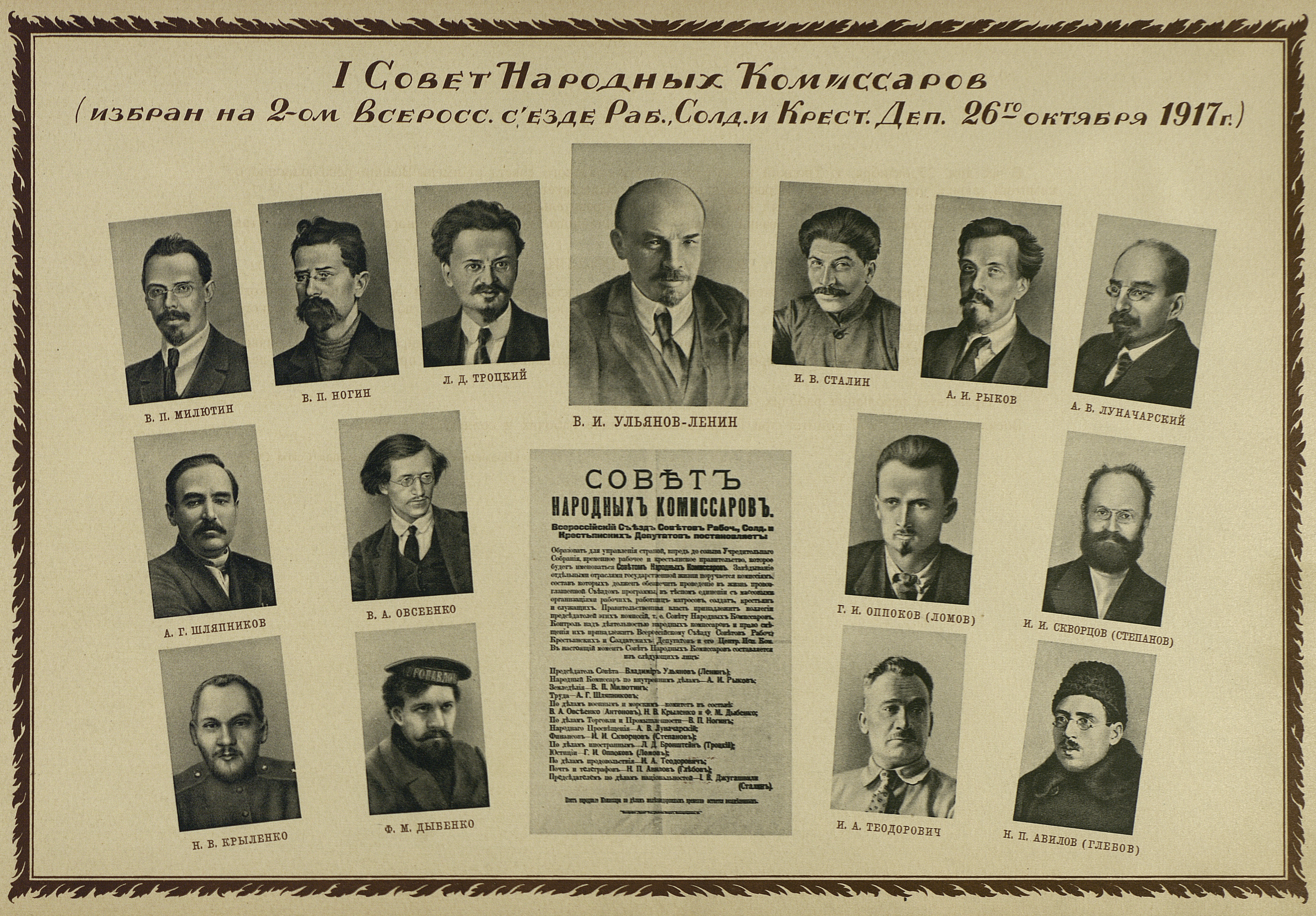
ترکیب اولین شورای کمیسرهای خلق(سونارکوم) روسیه شوروی به ریاست ولادیمیر لنین

شورای کمیسرهای خلق (روسی: Совет народных комиссаров or Совнарком،یا سونارکوم) از نهادهای حکومتی شکل گرفته در پی انقلاب اکتبر در ۱۹۱۷ بود. این شورا که در جمهوری روسیه تشکیل شد، سنگ بنا را در تجدید ساختار کشور به منظور تشکیل اتحاد جماهیر سوسیالیستی شوروی گذاشت. شورا عالی‌ترین اقتدار حکومتی قوه مجریه در حکومت شوروی شد. نخست‌وزیر اتحاد شوروی بدین ترتیب رئیس حکومت شد (در حالی که فهرست رؤسای کشور اتحاد شوروی رئیس کشور بود).